# Feliks Frankowski
Feliks Frankowski (ur. 2 maja 1892, zm. 20 maja 1963) – polski dyplomata.

## Życiorys
Absolwent prawa Uniwersytetu w Piotrogradzie, zatrudniony w Ministerstwie Spraw Zagranicznych od 1 grudnia 1918, sekretarz poselstwa w Madrycie (od 21 lipca 1919 do 1 kwietnia 1921), w Departamencie Polityczno-Ekonomicznym MSZ aż do wyjazdu jako sekretarz poselstwa w Kopenhadze (od 1 lipca 1922 do 1 maja 1923), w Watykanie (do 10 lipca 1926). Później radca poselstwa (od 10 lipca 1926) i ambasady w Paryżu (od 1 lipca 1929). Z ramienia rządu polskiego prowadził rozmowy z Francuzami o projekcie osiedlenia Żydów europejskich na Madagaskarze w 1937. Sprawował funkcję chargé d’affaires polskiej ambasady we Francji (od 1 listopada 1939 do kwietnia 1940), przedstawiciela rządu polskiego przy Komitecie Wolnej Francji gen. Charlesa de Gaullea i Francuskim Komitecie Wyzwolenia Narodowego (od kwietnia do 4 września 1943), sekretarza generalnego MSZ w Londynie (od 1943 do 1945), doradcy polskiego przedstawicielstwa w „Interim Treasury Committee” (od 1947 do 1952) i przedstawiciela Rządu RP na Obczyźnie w „Polish Advisory Bureau” przy Ministerstwie Pracy Wielkiej Brytanii.

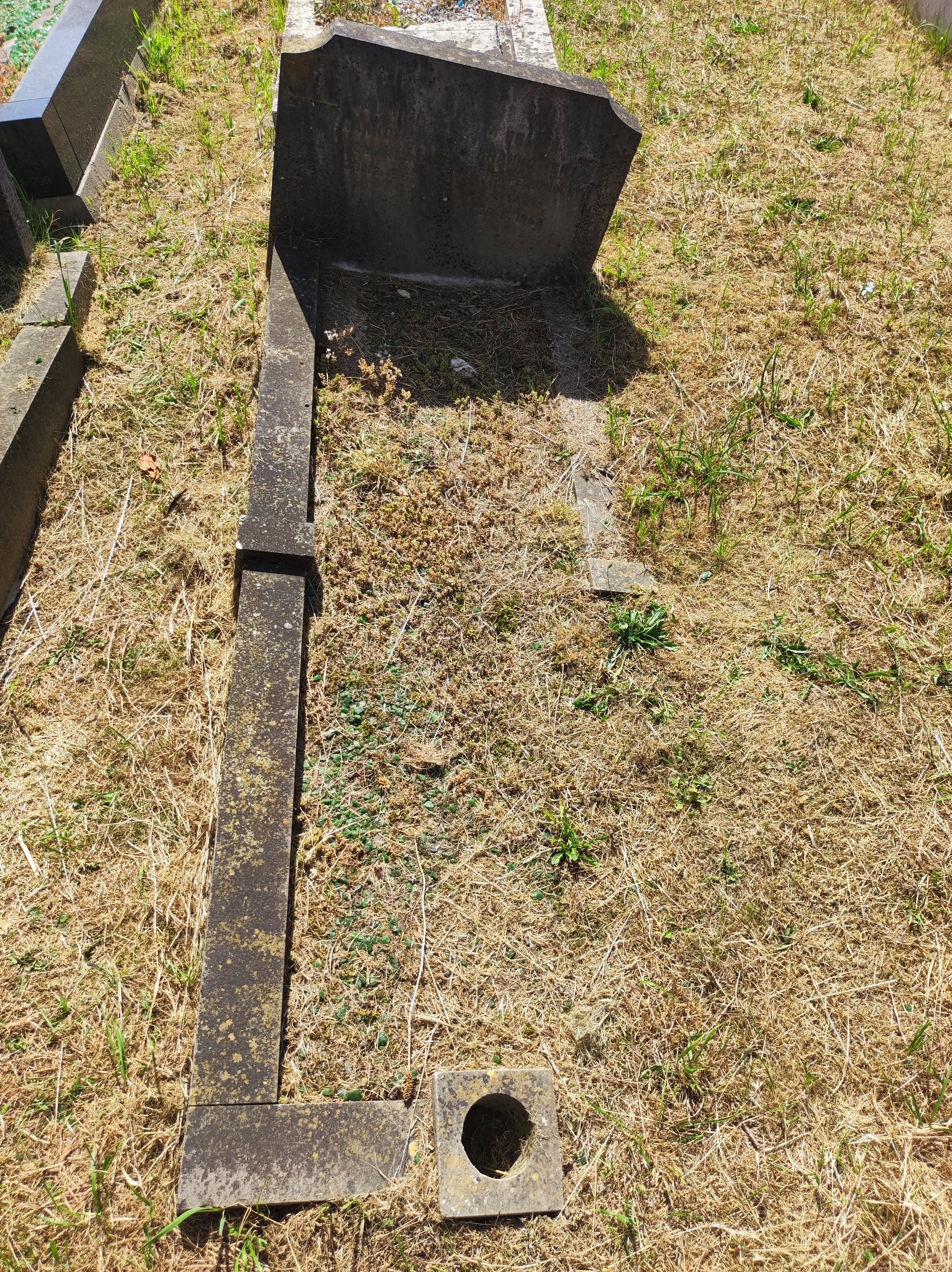
Grób Feliksa Frankowskiego

Zmarł 20 maja 1963. Pochowany na Gunnersbury Cemetery (SQ. DA. Gr. 271).

## Ordery i odznaczenia
- Krzyż Oficerski Orderu Odrodzenia Polski (7 lipca 1925)[9]
- Medal Dziesięciolecia Odzyskanej Niepodległości[10]
- Srebrny Medal za Długoletnią Służbę[10]
- Brązowy Medal za Długoletnią Służbę[10]
- Krzyż Komandorski Orderu Gwiazdy Rumunii (Rumunia)[10]
- Krzyż Komandorski Orderu św. Sylwestra (Stolica Apostolska)[10]
- Krzyż Komandorski Orderu Legii Honorowej (Francja)[3]
- Krzyż Kawalerski Orderu Piusa IX (Stolica Apostolska)[10]
- Krzyż Kawalerski Orderu Danebroga (Dania)[10]